# Antonio Siddi
Antonio Siddi, född 16 juni 1923 i Sassari, död 21 januari 1983 i Sassari, var en italiensk friidrottare.
Siddi blev olympisk bronsmedaljör på 4 x 100 meter vid sommarspelen 1948 i London.